# Alphonse Pépin
Pour les articles homonymes, voir Pépin.
Alphonse Pépin, né le  24 mars 1801 à Paris (acte de naissance disponible) et mort le 30 novembre 1842 à Paris, est un avocat, historien et bibliothécaire français.

## Biographie
Fils d'un archiviste du ministère de la Justice, il fait des études de droit et exerce comme avocat jusqu'à la Révolution de Juillet. Il travaille alors pendant quelque temps à la bibliothèque du Palais-Royal, puis entre comme bibliothécaire de la bibliothèque de la princesse Adélaïde d'Orléans. Il publie plusieurs brochures dans lesquelles il fait l'apologie du gouvernement de Louis-Philippe Ier. Dans son ouvrage Deux ans de règne, il défend la politique monarchique du « juste milieu » et tente de réfuter les opposants au régime en s'en prenant notamment à Bernard Sarrans, lequel, furieux, rétorque par un ouvrage en deux volumes, Louis-Philippe et la contre-révolution de 1830, où il tâche de le réfuter à son tour. La teneur de certains documents contenus dans Deux Ans de règne laisse à penser que Louis-Philippe y aurait lui-même mis la main. Peu après avoir publié son dernier ouvrage, État du catholicisme en France, où il accuse la Restauration d'avoir voulu rétablir une société théocratique, il est atteint d'une maladie de poitrine et meurt dans le plus grand dénuement. Il est inhumé dans la fosse commune du cimetière du Montparnasse.

## Publications
- De l'Opposition en 1831 (1832)
- Les Barricades en 1832 (1832)
- Deux Ans de règne, 1830-1832 (1833) Texte en ligne
- La Royauté de juillet et la révolution (2 volumes, 1837)
- De la Prérogative royale (1838)
- La Coalition, c'est la guerre. Aux électeurs constitutionnels (1839)
- État du catholicisme en France, 1830-1840, ou le Catholicisme mis en présence de toutes les doctrines philosophiques, religieuses et sociales qui ont surgi ou se sont développées en France depuis dix ans (1841)